# Protestas contra la MONUSCO
A fines de julio de 2022, se manifestaron protestas contra la MONUSCO en la República Democrática del Congo. Las protestas fueron contra MONUSCO, la fuerza de mantenimiento de la paz de las Naciones Unidas en el país, que ha sido acusada por políticos y civiles congoleños de no tomar medidas para poner fin al conflicto de décadas dentro del país. Los manifestantes exigieron que la MONUSCO abandone el país.

## Protestas
El 25 de julio de 2022, comenzaron las protestas en la ciudad congoleña de Goma contra la MONUSCO, a la que los manifestantes acusaron de no tomar medidas para poner fin al conflicto de décadas dentro del país, y más protestas se manifestaron al día siguiente en Beni y Butembo. Según MONUSCO, los manifestantes robaron armas a la policía y destrozaron y saquearon instalaciones de la ONU,  lo que obligó al personal de la ONU a evacuar la sede de la MONUSCO en Goma a través de un puente aéreo en helicóptero. El periódico The North Africa Post alegó que los rebeldes del Movimiento 23 de Marzo habían usado los disturbios como una tapadera y habían sido responsables del ataque a un contingente de fuerzas de paz marroquíes de la MONUSCO en Nyamilima durante las protestas.

## Fallecidos
Según el portavoz del gobierno congoleño, Patrick Muyaya, cinco personas murieron y otras 50 resultaron heridas en Goma. El coronel Paul Ngoma, jefe de policía de Butembo, declaró que siete personas murieron en la ciudad, y la MONUSCO declaró que un miembro de las fuerzas de paz y dos policías de las BSF también fueron asesinados en Butembo.  El 27 de julio, cuatro manifestantes fueron electrocutados por un cable eléctrico que fue derribado por soldados de la ONU.
El 31 de julio, dos personas murieron y quince resultaron heridas en Beni cuando soldados de la ONU abrieron fuego contra un puesto fronterizo congoleño, abriéndose paso hacia el país desde Uganda. Un representante de la ONU declaró que los soldados en cuestión fueron arrestados mientras se investigaba el incidente. El 1 de agosto, dos cascos azules marroquíes, a saber, el cabo jefe Azzouz Zhenadi y el comandante Mohammed Rami, y dos policías indios, Shishupal Singh y Sanwala Ram Vishnoi, habían muerto durante las protestas.
Según un informe oficial del gobierno de la RD Congo, 36 personas habían muerto y 170 habían resultado heridas durante las protestas hasta agosto.

## Consecuencias
A principios de agosto, el gobierno de la República Democrática del Congo expulsó del país al portavoz de la ONU, Mathias Gillmann, afirmando que había realizado declaraciones "poco delicadas e inapropiadas" que provocaron altas tensiones entre la MONUSCO y los ciudadanos del país. El ministro de Asuntos Exteriores congoleño, Christophe Lutundula, declaró que el gobierno congoleño tenía la intención de acelerar el proceso de retirada de la MONUSCO del país, que originalmente estaba prevista para 2024.